# Freialdenhoven
Freialdenhoven ist ein nördlicher Gemeindeteil von Aldenhoven im Kreis Düren, bis 1972 Kreis Jülich.
Freialdenhoven ist der Stammort der Zirkusfamilie Althoff, die um 1660 hier entstanden ist und hier bis zum Zweiten Weltkrieg ihr Winterdomizil hatte.

## Geschichte
Freialdenhoven lag an der Römerstraße von Jülich über Geilenkirchen nach Sittard und wies zu jener Zeit vielleicht eine Ansiedlung auf, worauf ein 1866 gefundener Meilenstein hinweisen kann. Der Name entstand nach einem Hof in einem befriedeten und geschützten Waldbezirk. Urkundlich belegt ist 1029 „Altenhof“, um 1100 „Vrenenaldenhoven“, um 1200 „Vrei-Aldenhof“ und 1431 „Fredenaldenhoeuen“ (mit u statt v).
1166 ist eine Pfarrkirche in Freialdenhoven nachgewiesen, die im 15. Jahrhundert einem Neubau wich, der wiederum 1944 von deutschen Soldaten gesprengt wurde. Die heutige Pfarrkirche St. Mauritius wurde in den 1950er Jahren errichtet.
Neben der Kirche stand in früheren Jahrhunderten eine Burg. Im 14. Jahrhundert wollte Graf Wilhelm V. von Jülich (1328–1361) der Ritterschaft seiner Grafschaft ihre Selbständigkeit nehmen, wogegen sich der Freialdenhovener Burgherr Dietrich Schinnemann auflehnte und sich zum Anführer der freien Ritterschaft gegen den Grafen machte. Im folgenden Kampf wurde Freialdenhoven von Wilhelm V. eingenommen, die Burg zerstört und nicht wieder aufgebaut.
Am 18. September 1678 wurde Freialdenhoven von französischen Soldaten geplündert, weswegen die ältesten heute noch vorhandenen Taufbücher von 1691 datieren.
Am 1. Januar 1972 wurde Freialdenhoven nach Aldenhoven eingemeindet.

## Wappen
| Wappen der früheren Gemeinde Freialdenhoven | Blasonierung: „In Gold (Gelb) und Schwarz geteilt; oben ein schwarzer wachsender rotbewehrter doppelgeschwänzter Löwe, unten drei goldene (gelbe) gleicharmige im Verhältnis 2:1 gestellte Kreuze.“ |
| Wappen der früheren Gemeinde Freialdenhoven | Wappenbegründung: Das Wappen wurde 1961 vom nordrhein-westfälischen Innenminister verliehen. Begründet wird dies mit der früheren Zugehörigkeit zum Herzogtum Jülich und mit der Verbindung zur Christianität Jülich sowie den beiden Pfarrpatronen St. Mauritius und St. Urbanus. Das innerhalb des Lorbeerkranzes freischwebende goldene Kreuz im Aldenhovener Wappen ist dem Schöffensiegel des Schöffengerichtes Freialdenhoven entnommen und stellt das Sinnbild der damaligen freien Gerichtsbarkeit dar. |

## Baudenkmäler

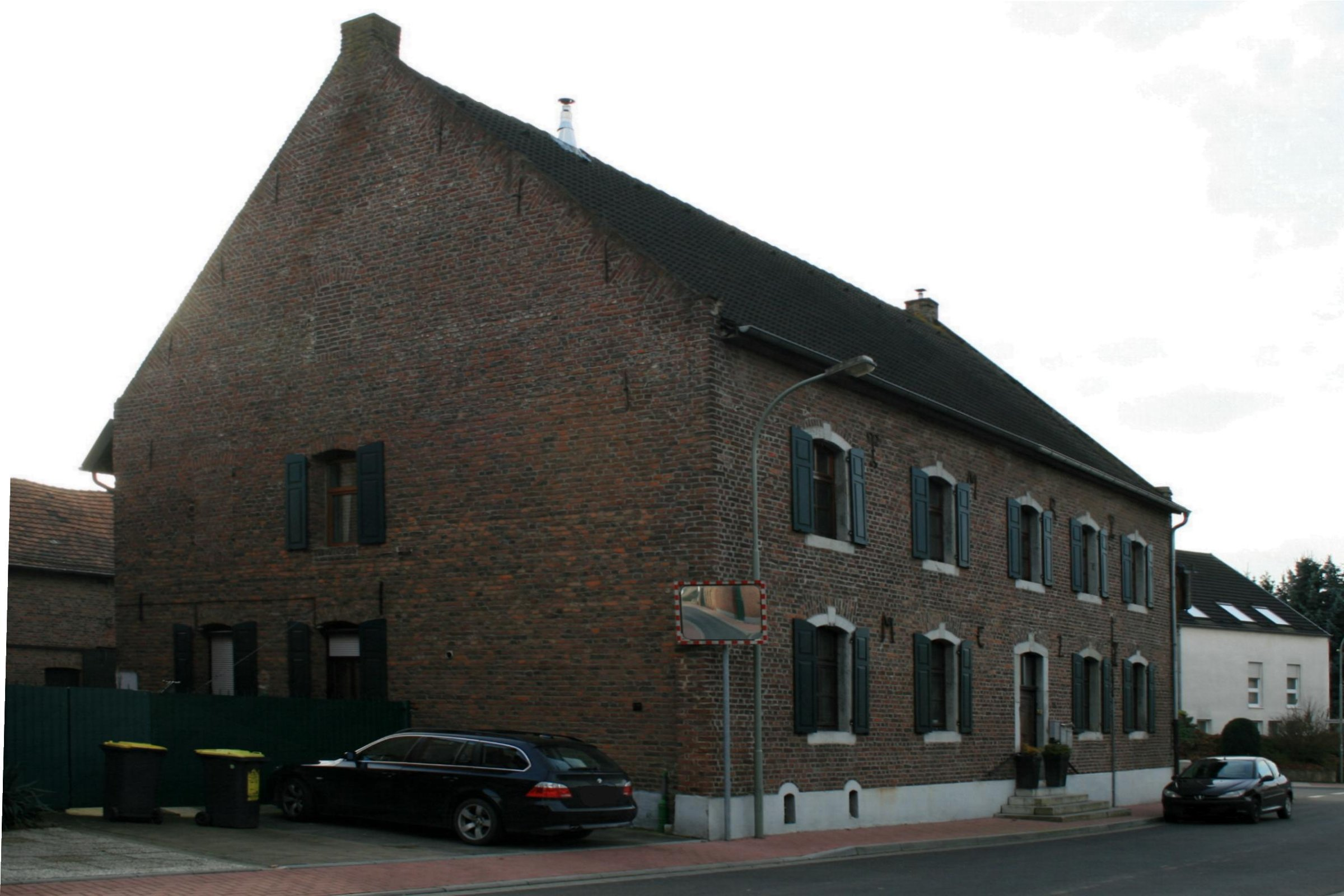
Denkmalgeschützte Hofanlage aus dem Jahr 1788

## Vereine
Der Fußballverein SC Borussia Freialdenhoven 1912, stieg in den 1990er Jahren aufgrund eines finanzkräftigen Sponsors innerhalb von neun Jahren von der Bezirksliga bis in die Oberliga Nordrhein auf. Nach dem Abstieg aus der Oberliga in der Saison 2006/07 spielt die Borussia bis heute in der Mittelrheinliga.
Die St. Mauritius Schützenbruderschaft wurde 1719 gegründet und der Jugendclub Freialdenhoven e. V. im Jahr 1971.

## Verkehr
Die nächste Anschlussstelle ist „Aldenhoven“ auf der A 44. Die AVV-Buslinien 278 und 281 des Rurtalbus verbinden die beiden Haltestellen „Post“ und „Lindenend“ unter anderem mit den Nachbarorten sowie mit Jülich und Aldenhoven-Mitte. Zusätzlich verkehren zu bestimmten Zeiten ein Rufbus beziehungsweise ein Anruf-Sammel-Taxi. Zudem verkehren an Schultagen die Schulbuslinien 274, 275 und 289.
| Linie      | Verlauf |
| ---------- | --- |
| 274        | (Verstärkerfahrten) Barmen Haus Overbach – Aldenhoven / Jülich / Linnich / Titz |
| 275        | (Verstärkerfahrten) Schulen Aldenhoven |
| 278        | Linnich-SIG Combibloc – Linnich Rathaus – Rurdorf – (Welz – Ederen – Freialdenhoven) / Merzenhausen – Aldenhoven Markt – Gesamtschule                                                                         |
| 281        | Jülich Bf/ZOB – Jülich Neues Rathaus – Walramplatz – Neubourheim – Koslar – Barmen – Merzenhausen – Ederen – Freialdenhoven – Aldenhoven                                                                      |
| 289        | (Verstärkerfahrten) Linnich – Gesamtschule Übach-Palenberg |
| RufBus 278 | Rufbus: Linnich-SIG Combibloc – Rurdorf – Welz – Ederen – Freialdenhoven – Aldenhoven (Sa tagsüber) |
| AST        | AnrufSammelTaxi: Mo–Fr abends, Sa nachmittags/abends, So Jülich Bf/ZOB – Jülich Innenstadt – Kirchberg – Bourheim – Engelsdorf – Aldenhoven – Niedermerz – Schleiden – Siersdorf – Dürboslar – Freialdenhoven |

Die nächsten Bahnhöfe sind „Lindern“ und „Geilenkirchen“ an der Bahnstrecke Aachen–Mönchengladbach, „Langerwehe“ an der Schnellfahrstrecke Köln–Aachen sowie „Jülich“ und „Broich“ an der Bahnstrecke Jülich–Düren.

## Söhne des Ortes
- Cornelius Gerhard Lersmacher (um 1660–1731), Generalvikar für das Obererzstift Trier
- Michael Nordhausen (1915–2003), Franziskaner und Bundeskurat der Deutschen Pfadfinderschaft Sankt Georg